# Krakowska Szkoła Pilotów
Krakowska Szkoła Pilotów – szkoła kształcąca pilotów wojskowych, która powstała 11 maja 1919 w Krakowie. Powodem jej powstania była duża liczba kupowanych samolotów niemieckich i austriackich. Pilotaż tymi samolotami różnił się zasadniczo od pilotażu samolotami francuskimi lub angielskimi. Szkolenie pilotażu samolotów francuskich odbywało się we Francuskiej Szkole Pilotów w Warszawie.

## Historia szkoły
11 maja, z dniem powstania szkoły, jej dowódcą został mianowany kpt. Roman Florer. Szkoła uzyskała nazwę „I Niższa Szkoła Pilotów”. Pierwszymi samolotami szkoleniowymi były Brandenburgi ze 100-konnym silnikiem Mercedesa, a personelem instruktorskim: por. Domes, sierżanci: Kołodziński, Śledziejowski, Grimm i Kohut.
Na jesieni 1919 I Niższą Szkołę Pilotów połączono z warszawską Wojskową Szkołą Lotniczą, którą przeniesiono do Krakowa w związku z dużą koncentracją jednostek szkoleniowych w rejonie lotniska mokotowskiego oraz utratą większości sprzętu na skutek pożaru. Odtąd jednostka funkcjonowała jako „Niższa Szkoła Pilotów w Krakowie”.
Szkoła szkoliła w pilotażu na samolotach szkolnych i przejściowych pomiędzy szkolnymi a bojowymi. Dopiero po skończeniu szkoły pilot mógł przejść do Wyższej Szkoły Pilotów w Ławicy pod Poznaniem.
Po zmianach organizacyjnych i zmniejszeniu zakupu samolotów niemieckich, a przechodzeniu na samoloty francuskie, angielskie i włoskie szkołę we wrześniu 1920 przeniesiono do Bydgoszczy. Tutaj 1 grudnia nastąpiło połączenie z Francuską Szkołą Pilotów i utworzenie nowej jednostki szkoleniowej Niższej Szkoły Pilotów w Bydgoszczy. Jej dowódcą został mianowany ppłk. Jan Kieżun.

## System szkolenia

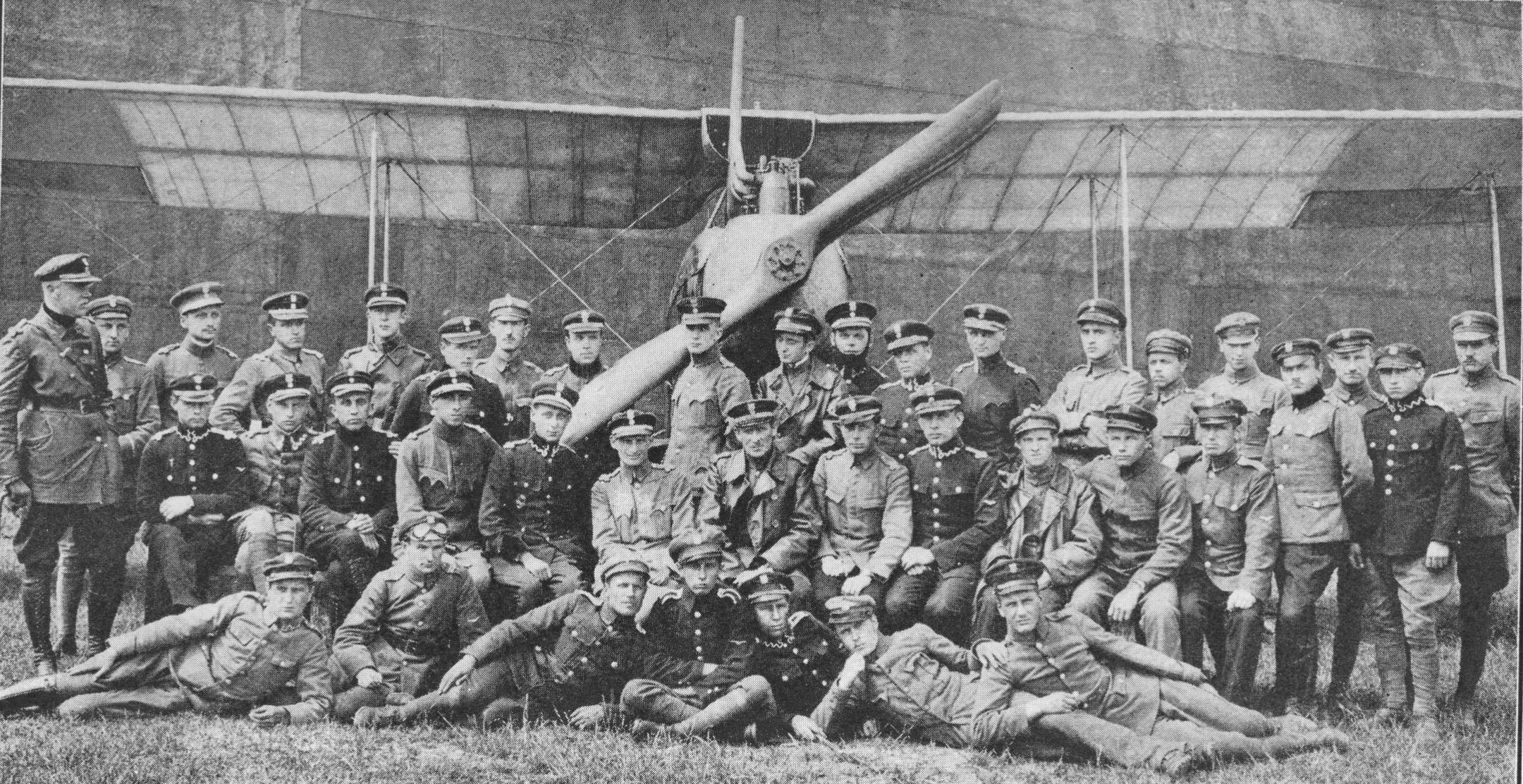
Dowództwo, instruktorzy i uczniowie Krakowskiej Szkoły Pilotów maj 1920 r.

System szkolenia oparty był na systemach austriackich. Uczniowie podzieleni byli na trzy kategorie A, B i C. Początkowe szkolenie uczniów kategorii A polegało na odbyciu około 100 lotów z instruktorem oraz kilku samodzielnie na samolocie szkolnym dwusterowym. Ta część kursu kończyła się egzaminem, po zdaniu którego uczeń przechodził do kategorii B. Tutaj wykonywano około 15 lotów samodzielnych na samolocie szkolnym i 75 lotów samodzielnych mających na celu szkolenie w lądowaniu, także z wyłączonym silnikiem. Ostatnią częścią kursu B było 15 lotów szkolących w trudnych lądowaniach: np. na sygnał, „w polu”, w kole oraz loty spiralne. Także ta część kursu kończyła się egzaminem.
Po przejściu do kategorii C uczeń w dalszym szkoleniu wykonywał około 20 lotów o podobnej trudności jak w części B tylko na samolotach o mocniejszym silniku 160 KM (Albatrosa C III, Albatros D III) lub 200 KM.
Od maja 1919 do grudnia 1920 w szkole wykonano 29957 lotów ćwiczebnych, 2704 godzin w powietrzu. Wyszkolono 84 pilotów. Miały miejsce tylko 4 wypadki.

## Absolwenci szkoły
Absolwentami szkoły m.in. byli: Władysław Kalkus, Kazimierz Kunicki, Janusz Meissner.